# Lea Sirk
Lea Sirk (født 1. september 1989) er en slovensk sanger og sangskriver, som repræsenterede Slovenien ved Eurovision Song Contest 2018 med sangen "Hvala, ne!". Hun opnåede en 22. plads i den europæiske sangkonkurrence. 